# نايف سويد
نايف صالح سليم سويد - أبو الوليد (البقيعة، 1935م - ). هو شاعر فلسطينيّ لُقِّب بشاعر الفقراء والمساكين.

## حياته
وُلِد الشاعر نايف صالح سليم سويد في قرية البقيعة شرقيّ مدينة عكا في فلسطين. درس الشاعر نايف سويد  حتى الصف السادس الابتدائي، ولم يُكمل تعليمه بسبب حرب العام 1948، ومن ثم علّم نفسه بنفسه. تميّز منذ نعومة أظافره بين أقرانه، وأصبح حكواتي القريّة، يروي القصص على الأهالي في مقاهي البقيعة.
لُقّب الشاعر نايف سويد بشاعر الفقراء والمساكين وذلك لحديثه عنهم وعن معاناتهم ومؤازرتهم في شعره ومقالاته. نُشرت قصائده ومقالاته في العديد من الصحف والمجلات وعلى رأسها صحيفة الاتحاد الفلسطينيّة.

## عمله
تنقّل الشاعر نايف سويد بين العديد من الوظائف، عمل في بداية طريقه صحفيًّا في مجلة الغد التي أصدرها الحزب الشيوعي الإسرائيلي في مدينة حيفا، ثم عمل صحفيًّا مستقلًا.

## دواوينه
- من أغاني الفقراء 1971
- وفاء 1975
- جليليات 1978
- ريح الشمال 1979
- على أسوار عكا 1981
- صور 1983
- أشعار طبقية 1984
- صدى الانتفاضة 1988
- قصائد حب لشهداء الانتفاضة 1989

## مؤلفاته
- من شعر العرب الكفاحي
- أمثال وأقوال
- طرائف
- جدلية الفن والواقع